# ГЕС Совтерр
ГЕС Совтерр (фр. barrage-usine de Sauveterre) — гідроелектростанція на південному сході Франції. Входить до складу каскаду на річці Рона, знаходячись між ГЕС Кадерусс (вище по течії) та Бокер.
Особливістю станції Совтерр є її розташування в парі з ГЕС Авіньйон. Остання займає праву протоку Рони, тоді як машинний зал Совтерр інтегрований у греблю, що перекриває ліву протоку. Зазначена гребля включає також три водопропускні шлюзи, має висоту 29,5 метрів, довжину 134 метри та разом зі спорудами станції Авіньйон утримує витягнуте по долині річки водосховище із площею поверхні 7 км2 та об'ємом 47 млн м3.
Машинний зал Совтерр обладнаний двома бульбовими турбінами загальною потужністю 52 МВт, які при напорі у 9,5 метрів забезпечують виробництво 257 млн кВт·год електроенергії на рік.